# 歯の発生

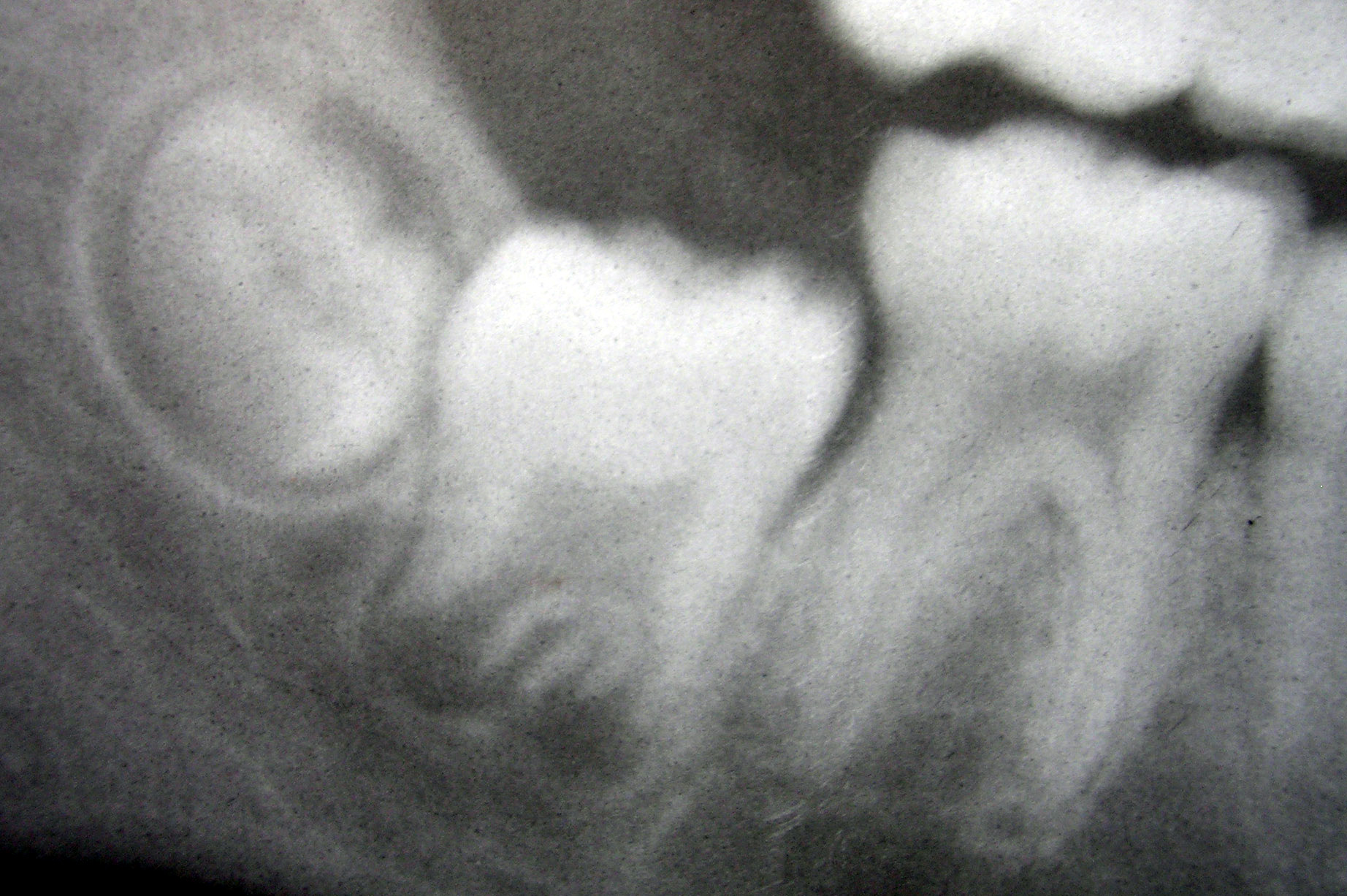
下顎右側の大臼歯のレントゲン写真。左から第三大臼歯、第二大臼歯、第一大臼歯。異なる成長の段階を示している。

歯の発生（はのはっせい）は歯胚の細胞から作られ、成長し、口腔内に萌出する複雑な過程である。多くの生物が歯を持つが、人間以外の脊椎動物の歯の発生も、人間の過程とおおむね同じである。人間の健康な口腔環境において、エナメル質、象牙質、セメント質を持つ歯およびそれを支持する歯周組織は、胎児の段階で成長する。乳歯は胎生6～8週の間に発生を始め、永久歯は胎生20週目から発生を始める。この時期（あるいはその付近）に発生を始めない場合、歯は発生しない。
歯の発生の始まりを調べる多くの研究がなされ、現在歯の発生を始める要因が第一鰓弓の組織に含まれるという事は広く受け入れられている。

## 概説

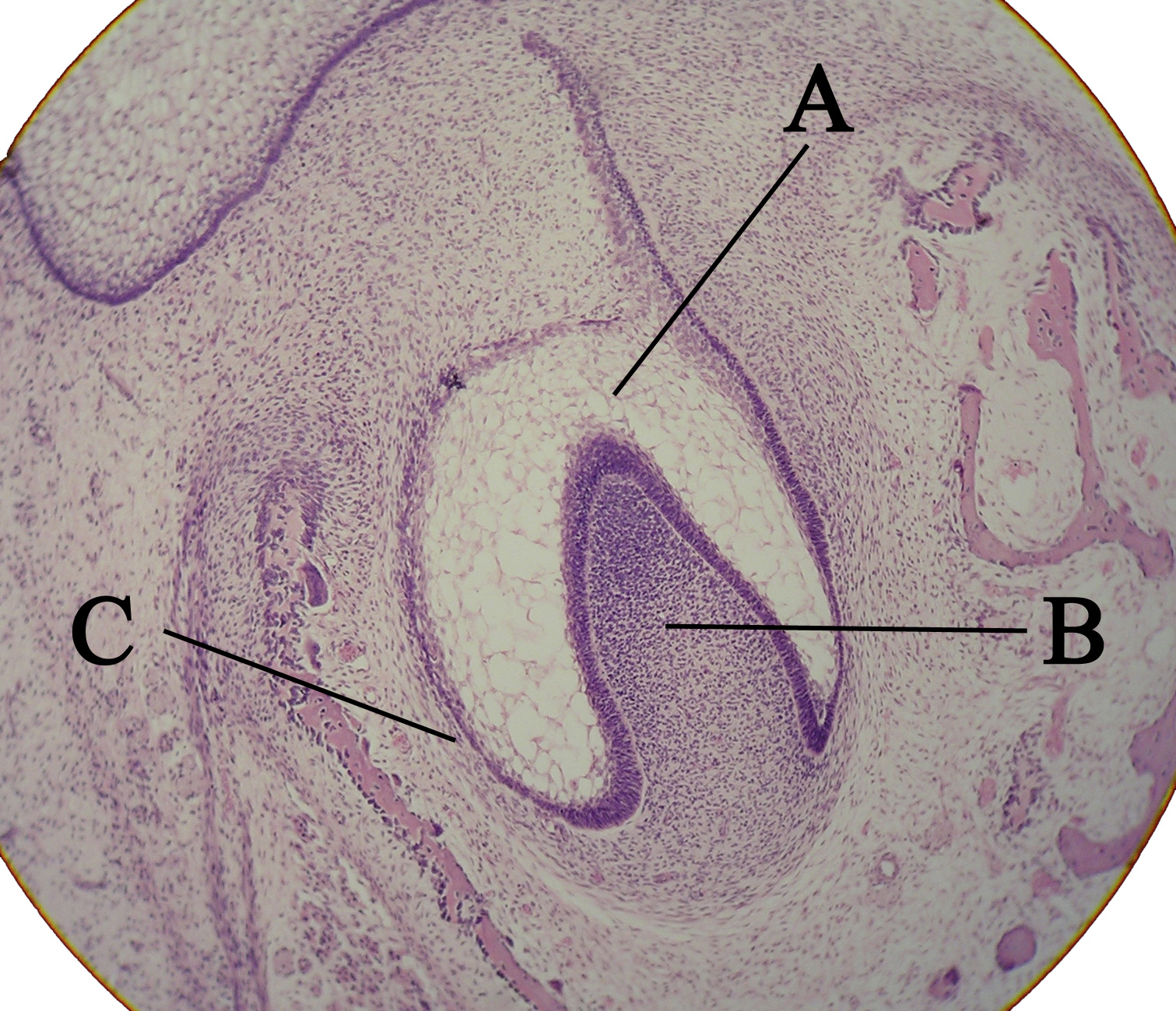
歯胚。
A: エナメル器
B: 歯乳頭
C: 歯小嚢

歯は歯胚と呼ばれる細胞の集合によって作られ、これらの細胞は第一鰓弓の外胚葉及び神経堤の外胚葉性間葉組織由来である。歯胚はエナメル器、歯乳頭、歯小嚢の三組織に分けられる。
エナメル器は、外エナメル上皮、内エナメル上皮、星状網及び中間層から成り、エナメル芽細胞を分化する。エナメル芽細胞はエナメル質と退縮エナメル上皮を産生する。外エナメル上皮と内エナメル上皮が連結する場所はcervical loopと呼ばれる。cervical loopの細胞が成長することでヘルトビッヒ上皮鞘の深部組織となる。ヘルトビッヒ上皮鞘は歯根の形態を決定する。
歯乳頭は象牙質を産生する象牙芽細胞へと分化する細胞を含んでいる。さらに、歯乳頭と内エナメル上皮との接合部で歯冠の形態を決定する。歯乳頭内の間葉組織は、歯髄となる。
歯小嚢はセメント芽細胞、骨芽細胞、線維芽細胞という三種類の重要な細胞を分化する。セメント芽細胞はセメント質を、骨芽細胞は歯槽骨を、繊維芽細胞は歯槽骨とセメント質を繋ぐ歯根膜をそれぞれ産生する。

### 人間の歯の発生のスケジュール
下の表は、人間の歯の発生のスケジュール示す。
| 乳歯       | 乳中切歯 | 乳側切歯 | 乳犬歯   | 第一 乳臼歯 | 第二 乳臼歯 |
|            | 上顎     | 上顎     | 上顎     | 上顎        | 上顎        |
| ---------- | -------- | -------- | -------- | ----------- | ----------- |
| 石灰化開始 | 胎生14週 | 胎生16週 | 胎生17週 | 胎生15.5週  | 胎生19週    |
| 歯冠完成   | 1.5月    | 2.5月    | 9月      | 6月         | 11月        |
| 萌出       | 10月     | 11月     | 19月     | 16月        | 29月        |
| 歯根完成   | 1.5年    | 2年      | 3.25年   | 2.5年       | 3年         |
|            | 下顎     |          |          |             |             |
| 石灰化開始 | 胎生14週 | 胎生16週 | 胎生17週 | 胎生15.5週  | 胎生18週    |
| 歯冠完成   | 2.5月    | 3月      | 9月      | 5.5月       | 10月        |
| 萌出       | 8月      | 13月     | 20月     | 16月        | 27月        |
| 歯根完成   | 1.5年    | 1.5年    | 3.25年   | 2.5年       | 3年         |

| 永久歯     | 中切歯 | 側切歯  | 犬歯    | 第一 小臼歯 | 第二 小臼歯 | 第一 大臼歯 | 第二 大臼歯 | 第三 大臼歯 |
|            | 上顎   | 上顎    | 上顎    | 上顎        | 上顎        | 上顎        | 上顎        | 上顎        |
| ---------- | ------ | ------- | ------- | ----------- | ----------- | ----------- | ----------- | ----------- |
| 石灰化開始 | 3–4月  | 10–12月 | 4–5月   | 1.5–1.75年  | 2–2.25年    | 出生時      | 2.5–3年     | 7–9年       |
| 歯冠完成   | 4–5年  | 4–5年   | 6–7年   | 5–6年       | 6–7年       | 2.5–3年     | 7–8年       | 12–16年     |
| 萌出       | 7–8年  | 8–9年   | 11–12年 | 10–11年     | 10–12年     | 6–7年       | 12–13年     | 17–21年     |
| 歯根完成   | 10年   | 11年    | 13–15年 | 12–13年     | 12–14年     | 9–10年      | 14–16年     | 18–25年     |
|            | 下顎   |         |         |             |             |             |             |             |
| 石灰化開始 | 3–4月  | 3–4月   | 4–5月   | 1.5–2年     | 2.25–2.5年  | 出生時      | 2.5–3年     | 8–10年      |
| 歯冠完成   | 4–5年  | 4–5年   | 6–7年   | 5–6年       | 6–7年       | 2.5–3年     | 7–8年       | 12–16年     |
| 萌出       | 6–7年  | 7–8年   | 9–10年  | 10–12年     | 11–12年     | 6–7年       | 11–13年     | 17–21年     |
| 歯根完成   | 9年    | 10年    | 12–14年 | 12–13年     | 13–14年     | 9–10年      | 14–15年     | 18–25年     |

## 歯胚の発生
微視的に見ることができる歯の構成の最も初期の段階の一つは前庭板と歯堤の間の違いである。歯堤は発達中の歯胚と口腔上皮を結ぶ。
歯の発生は一般に蕾状期、帽状期、鐘状期、に分類され、さらにCrown stageが入ることもある。

### 蕾状期
蕾状期は歯胚の細胞に明瞭な配置のない時期である。一度上皮細胞が顎の外胚葉性間葉組織で増殖を始めれば、蕾状期は段階的に始まる。通常、胎生6週で開始する。歯胚は歯堤の末端の細胞の集団である。

### 帽状期

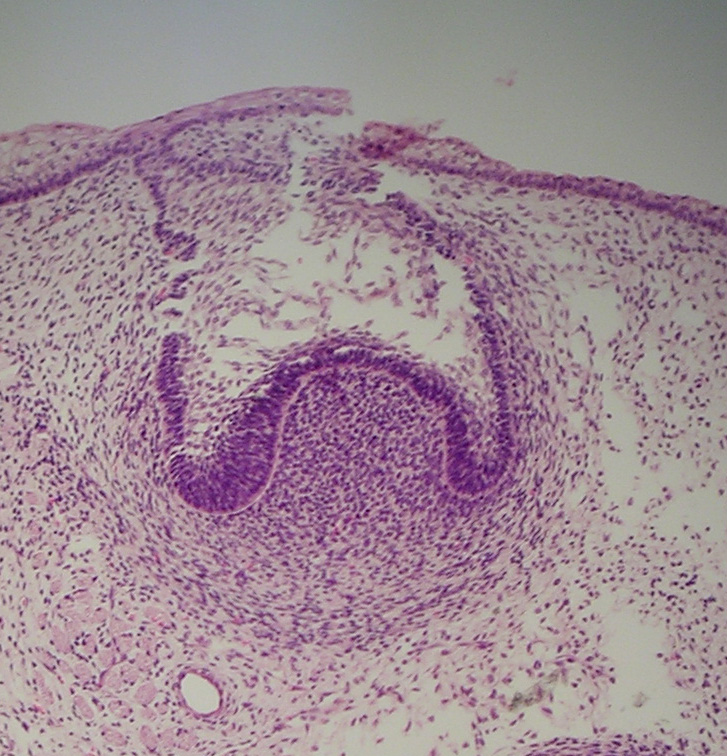
帽状期

帽状期に、歯胚の細胞の分化の第一段階が始まる。外胚葉性間葉細胞の小集団が細胞外物質の産生を中断し、歯乳頭と呼ばれるようになる。このとき、歯胚は帽子の形態をしており、外胚葉性間葉組織の周りで成長を続け、エナメル器となる。凝縮された外胚葉性間葉細胞は歯小嚢と呼ばれ、エナメル器を取り囲み、歯乳頭を制限する。そして、エナメル器はエナメル質を、歯乳頭は象牙質と歯髄を、歯小嚢は歯周組織をそれぞれ産生する。

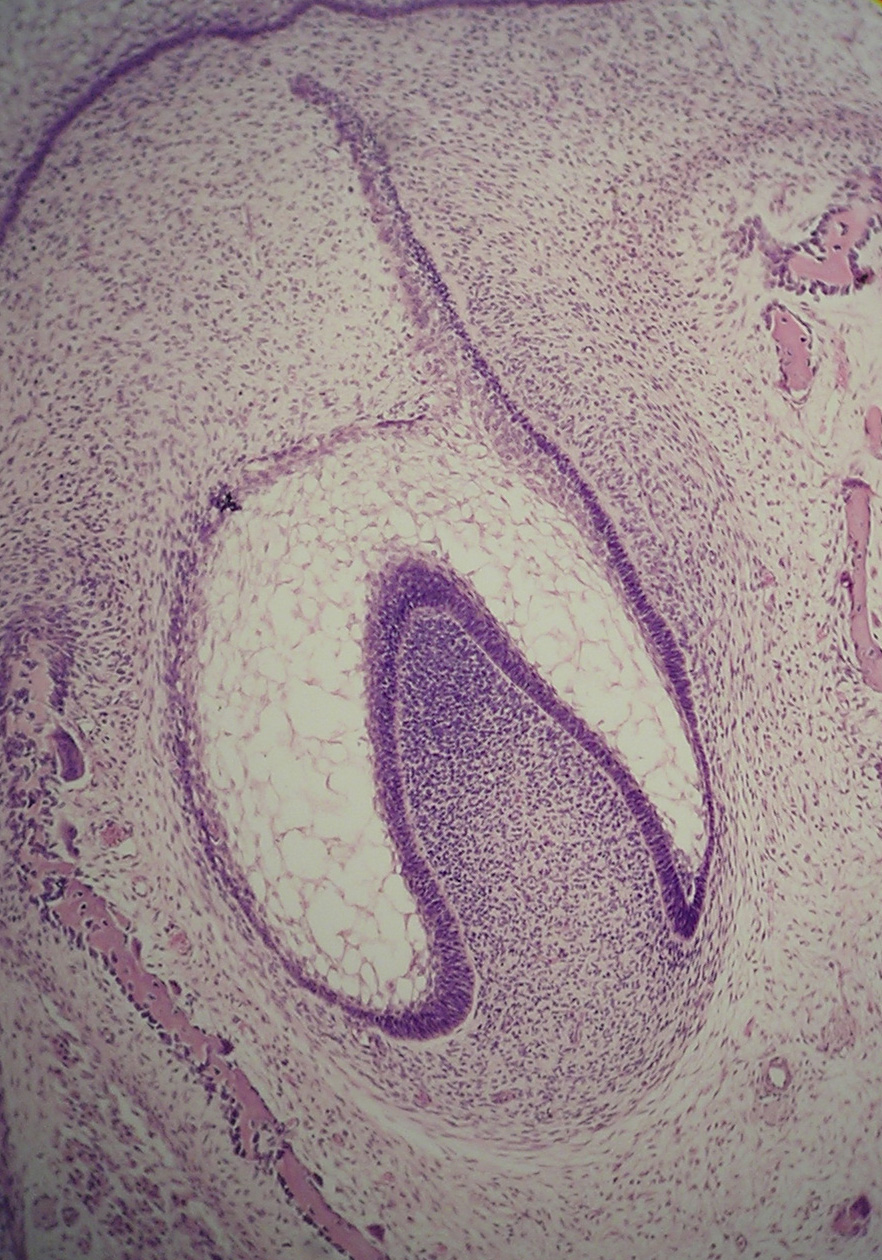
鐘状期初期

### 鐘状期
鐘状期は組織と形態の分化が起こる事で知られている。この段階、鐘の形をしており、細胞の大部分はその星形の外観のために、星状網と呼ばれている。エナメル器周辺の細胞は三つの重要な層へと別れる。歯胚周囲の立方細胞は外エナメル上皮として知られる。歯乳頭と接しているエナメル器の円柱状の細胞は内エナメル上皮として知られる。内エナメル上皮と星状網の間の細胞は中間層として知られる。歯胚の端の内エナメル上皮と外エナメル上皮が接する地点はcervical loopと呼ばれる。
鐘状期に起こるのはこれのみではない。歯堤は発生中の歯を残し、口腔上皮から完全に分離する。以後、歯が口腔に萌出するまで、連結しない。

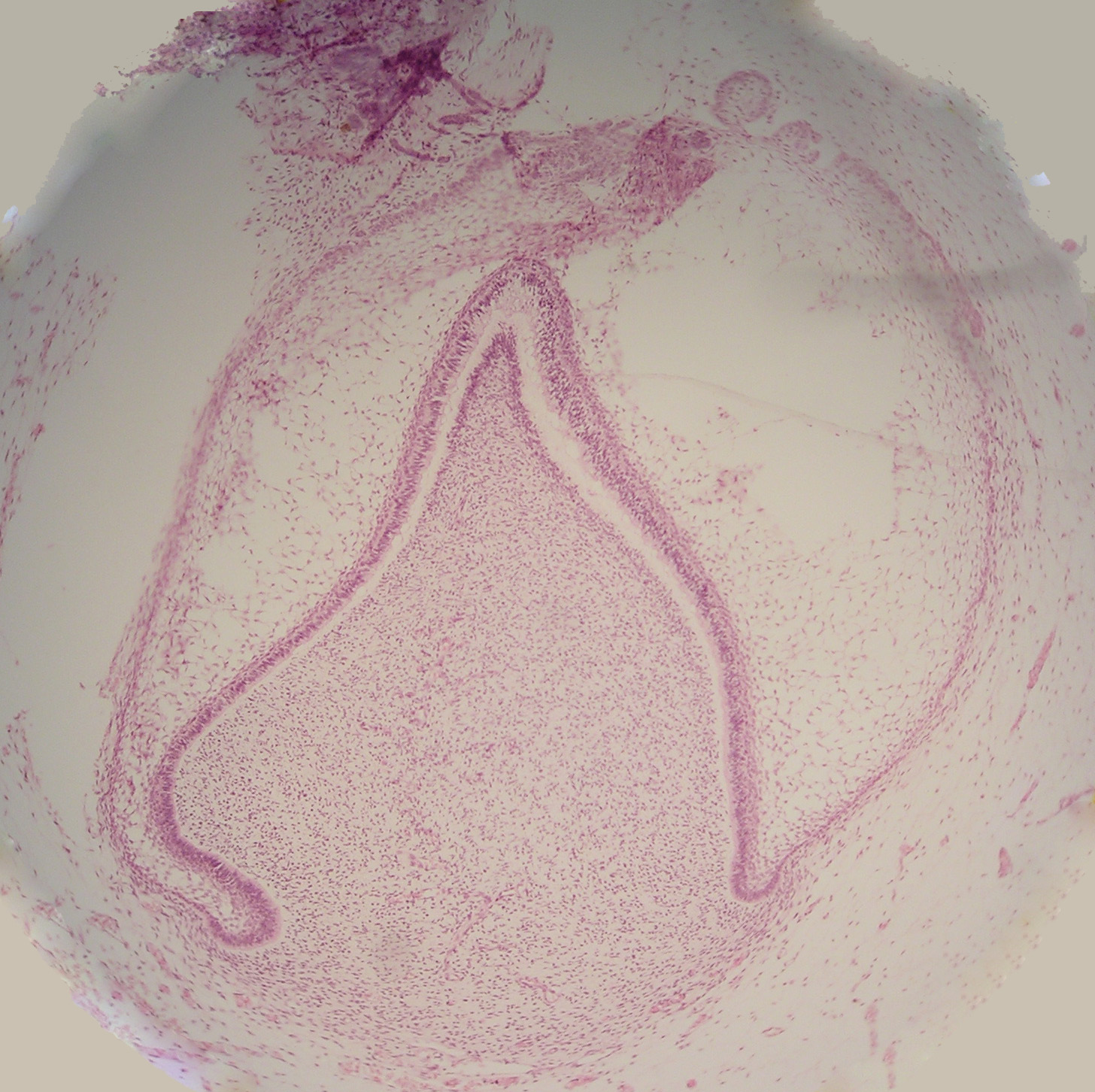
鐘状期後期

歯冠はこの時期に内エナメル上皮の形態によって影響を受けて形作られる。口腔内の至る所で、全ての歯はこの同じ過程をたどる。何故、歯が切歯や犬歯のような様々な形態の歯を形作るかはまだはっきりと判明したわけではないが、二つの有力な仮説がある。フィールド・モデルは、それぞれの歯種の構成要素が外胚葉性間葉組織にあるという物である。それぞれの歯種、例えば切歯のための構成要素は一つの区域に集中し、他の部分では急速に減少する。したがって、切歯の部分では切歯へと発達する要因があり、この要因は中切歯の部分に集中し、犬歯から遠心側の部分で急速に減少する。他の有力な仮説として、クローンモデルがある。これは上皮組織が外胚葉性間葉細胞の一部をそれぞれの形の歯に作るという物である。「クローン」と呼ばれるこれらの細胞の集団は歯の発生のために歯堤から歯胚を生じさせる。歯堤は、進行帯（progress zone）と呼ばれる部分で成長を続ける。進行帯が乳歯の歯胚から有る程度の距離を進めば、永久歯の歯胚の成長が始まる。これら二つの仮説がそれぞれ単独で形作られるという考えは受け入れられていない。両方のモデルがそれぞれ異なった段階で歯の発生に影響を及ぼしているのではないかと考えられている
。
エナメル結節、エナメル索、エナメル陥凹がこの段階で現れる可能性がある。

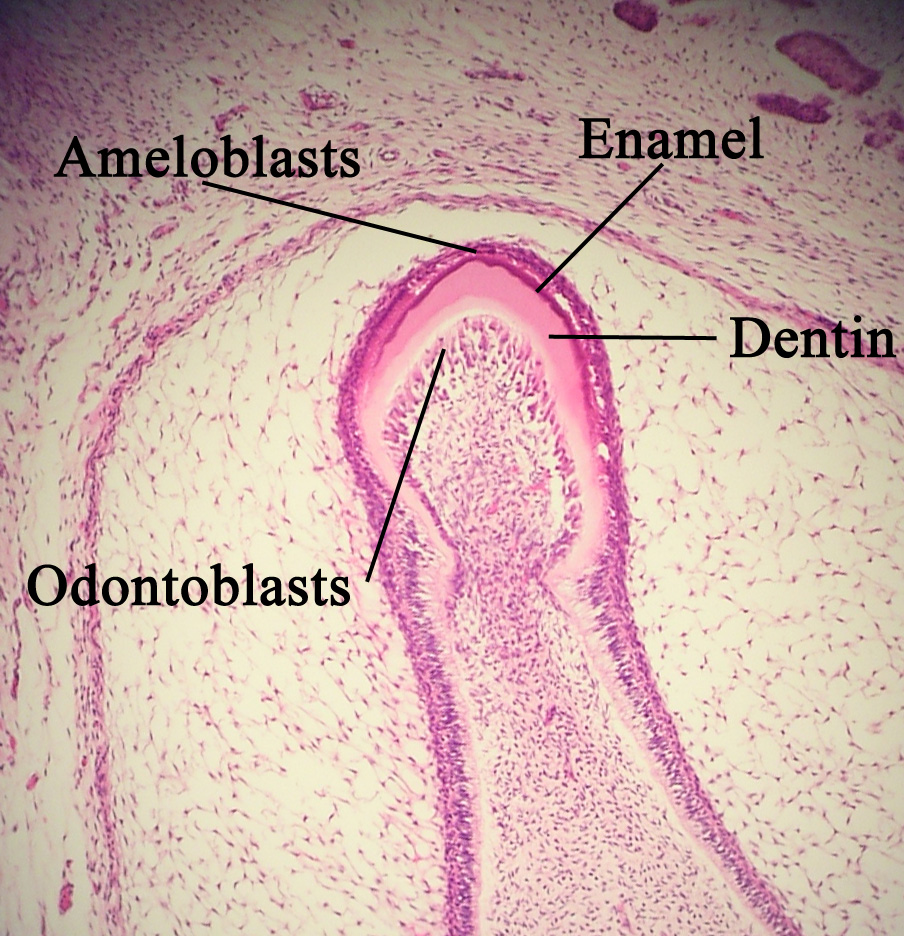
硬組織形成中。象牙芽細胞が象牙質を形成している間、エナメル芽細胞はエナメル質を形成する。

### Crown stage
エナメル質や象牙質のような硬組織がこの次に形成される。この段階をCrown stageあるいはmaturation stageと呼ぶ研究者もいる。重要な細胞の分化がこの時期に行われる。鐘状期、内エナメル上皮細胞は歯胚全体の大きさを増加させるために分裂していたが、有糸分裂と呼ばれる急速な分裂はこの時期に咬頭部で停止する。最初の石灰化はこの部位から始まる。同時に、内エナメル上皮細胞は立方形から円柱型に変わる。これらの細胞の細胞核は中間層に近づき、歯乳頭から遠ざかる。

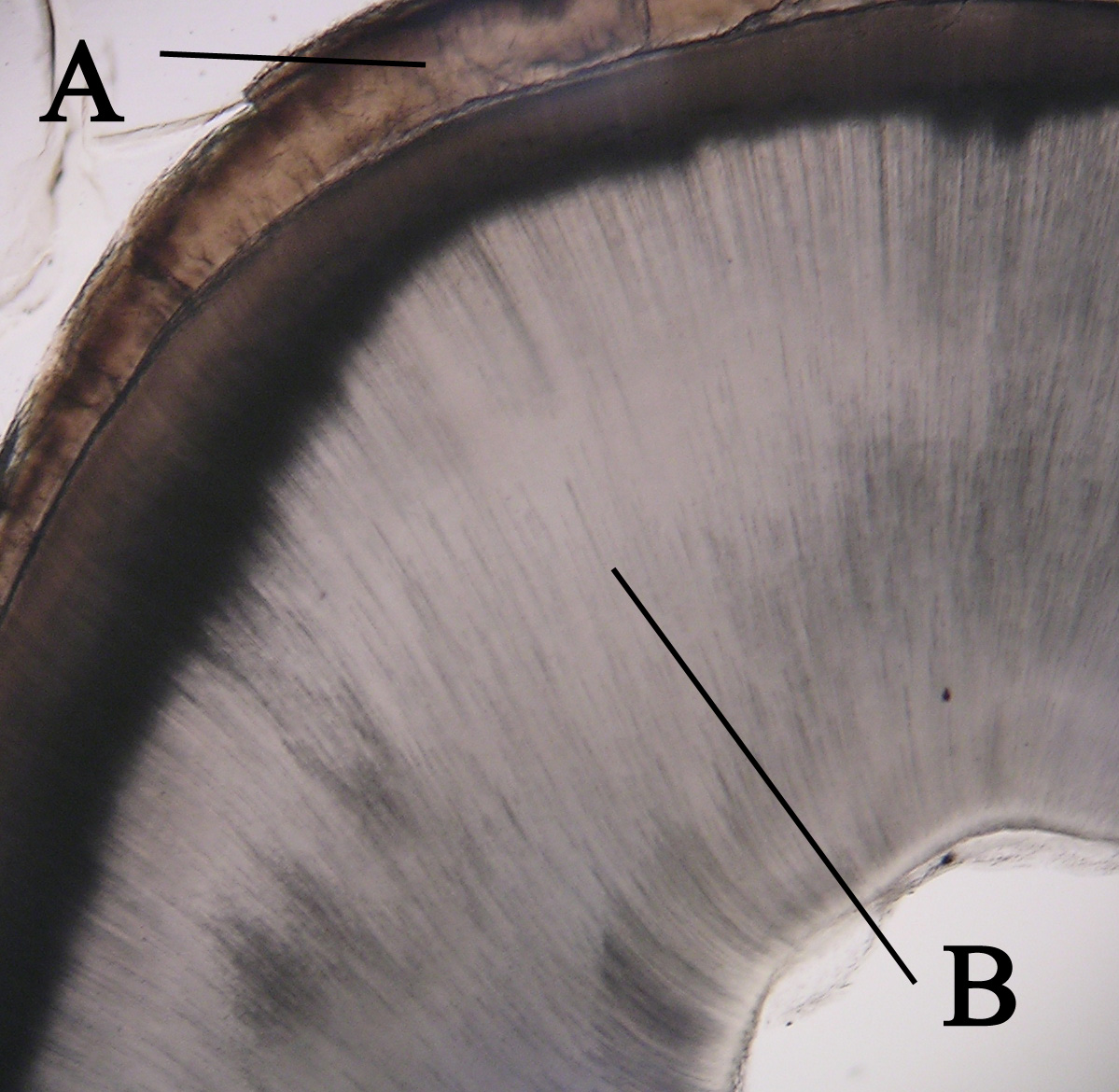
歯の横断。象牙質の管状の外観に注意。
A: エナメル質
B: 象牙質

歯乳頭のエナメル芽細胞との隣接部の細胞が突然象牙芽細胞に分化し、増殖する。象牙芽細胞は象牙質を産生する。研究者達は、内エナメル上皮がエナメル芽細胞と成らなくては象牙芽細胞は生じないと考えている。内エナメル上皮と象牙芽細胞の変化が咬頭の先端から継続していくと共に、象牙芽細胞は有機物を直ちに分泌する。有機物には象牙質の構成要素が含まれている。象牙芽細胞は有機質を分泌しながら、歯乳頭の中心部へ向け移動する。したがって、エナメル質と異なり、象牙質は歯の外部側から作られ始め、内部へと進む。象牙芽細胞が内部へ移動すると共に、細胞質の伸展部分が残される。象牙質の管状というユニークな微視的な外観はこの伸展部分の周囲の象牙質の構成による物である。
象牙質生成が始まった後、内エナメル上皮細胞は象牙質にぶつけて有機質を産生する。この有機質は直ちに石灰化し、エナメル質となる。象牙質の外側にエナメル芽細胞があり、エナメル質を造りながら外側へと移動していく。

## 硬組織形成

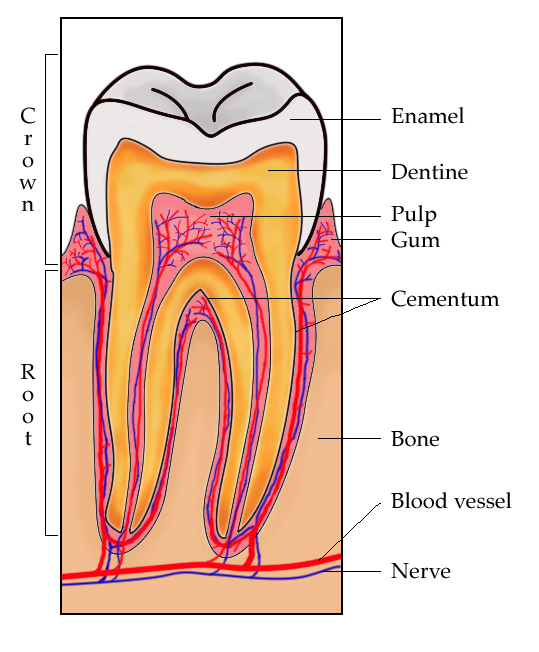
Sections of tooth undergoing development.

### エナメル質
エナメル質形成の項参照のこと。
エナメル質の形成は、crown stageに行われる。象牙質とエナメル質の形成の関係は「相互誘導」と称される。象牙質形成は必ずエナメル質の形成の前に行われる。一般に、エナメル質形成は分泌と成熟の二つの段階に分けられる。分泌期にはタンパク質や部分的に石灰化されたエナメルとなり、成熟期には完全に石灰化される。
分泌期には、エナメル質はエナメルマトリックスに寄与するエナメルタンパクを産生する。エナメルマトリックスはその後アルカリホスファターゼによって石灰化される。この石灰化された外観がエナメル質の最初の外観であり、通常胎生3～4月頃生じる。エナメル芽細胞は象牙質の咬頭側にてエナメル質を産生し、その後歯の中心から遠ざかる方向に形成していく。
成熟期には、エナメル芽細胞はその機能をエナメル質の産生から、エナメル質形成に必要な物質を外部から運び込むことに変える。運ばれる物質の大部分はエナメル質の石灰化に用いられるタンパク質であり、アメロゲニン、アメロブラスチン、エナメリン、tuftelinが知られる 。

### 象牙質
象牙質形成の項参照のこと。
象牙質形成は、歯の発生のcrown stageの最初の段階である。象牙質形成がエナメル質形成より先に始まることは間違いない。象牙質形成はそれぞれの段階で、異なった象牙質を形成する。外套象牙質、原生象牙質、第二象牙質、第三象牙質がある。
象牙芽細胞は歯乳頭の細胞から分化する。象牙芽細胞は内エナメル上皮に直接隣接している区域にて有機基質を分泌し始める。有機基質は直径0.1～0.2μmという大きな直径の膠原線維を含んでいる。象牙芽細胞は、象牙質を形成しながら歯の中心に近づく。そのため、象牙質の形成は歯の外部から内部に向かって進行する。象牙質の形成が進むにつれ、ハイドロキシアパタイトの結晶の形成及び基質の石灰化が起こる。この石灰化によって形成される象牙質は外套象牙質として知られ、通常150μmの厚さを持つ。
外套象牙質は歯乳頭に存在する基質から形成されるが、原生象牙質は異なる過程で作られる。象牙芽細胞は有機基質の石灰化のために、細胞外の有用な物質を運び込み大きさを増す。さらに、大きな象牙芽細胞からコラーゲンが少量分泌され、しっかりと配列し、石灰化のために使われる。また、他の物質、例えば脂質、リンタンパク質、リン脂質なども分泌される。
（狭義の）第二象牙質（生理的第二象牙質）は歯根の形成が終了してから非常に遅い速度で形成される。これは歯に沿って一定に形成されるのでなく、歯冠に近いほど早く形成される。この形成は生涯続くため、年をとるほど歯髄は小さくなる。このうち、第三象牙質は修復象牙質としても知られ、摩耗やう蝕の様な刺激に反応して形成される。なお、広義の第二象牙質は第三象牙質を含む。

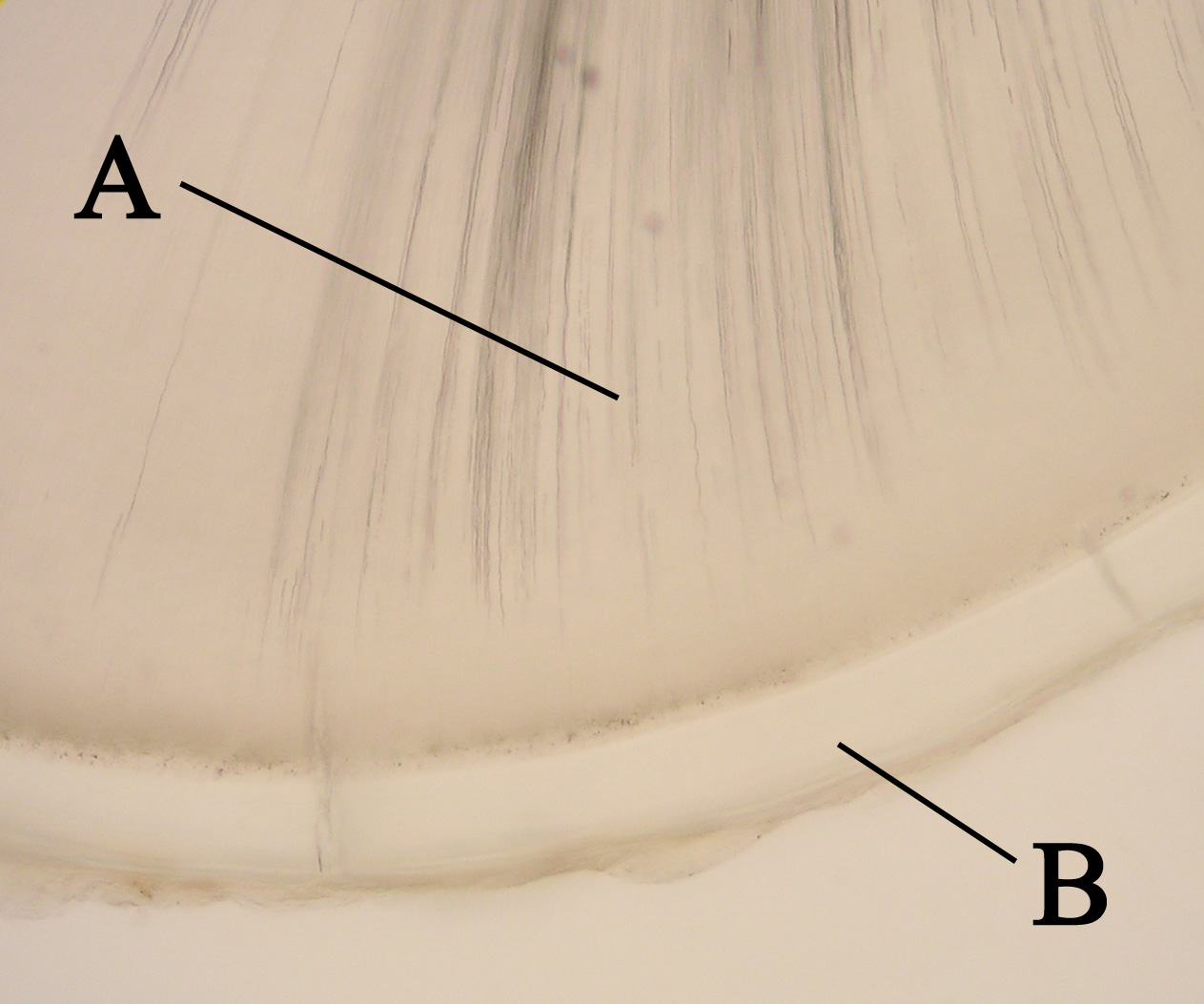
歯根の横断。セメント質が明瞭で、細胞を持たない点に注目。
A: 象牙質
B: セメント質

### セメント質
セメント質は歯の発生の中でエナメル質や象牙質に比べて遅れて作られる。セメント芽細胞がセメント質を産生する。無細胞セメント質と有細胞セメント質の二種類がある。
二種類のうち、無細胞セメント質が先に作られる。セメント芽細胞は濾胞上皮細胞から分化する。ヘルトビッヒ上皮鞘が下がり始めた時、セメント芽細胞が歯根の表面に届く。セメント芽細胞は歯から遠ざかる前に、歯面に直角に、コラーゲン繊維を分泌する。セメント芽細胞が移動すると共に、さらに多くのコラーゲンが、繊維の束を長く厚くするために産生される。骨シアロタンパク質やオステオカルシンのような非コラーゲン性のタンパク質も分泌される。無細胞セメント質は、タンパク質や繊維を含んでいる。石灰化が起こると共に、セメント芽細胞はセメント質から離れ、表面に残された繊維は、最終的に歯根膜となる。
有細胞セメント質は歯の形成がほぼ終わり、対合歯と咬合した後から作られる。有細胞セメント質は、歯根膜の束の周囲に急速に形成される。有細胞セメント質を作るセメント芽細胞の移動が間に合わず、それ自身が産生するセメント質の中に閉じこめられるようになる。この細胞をセメント細胞と呼ぶ。

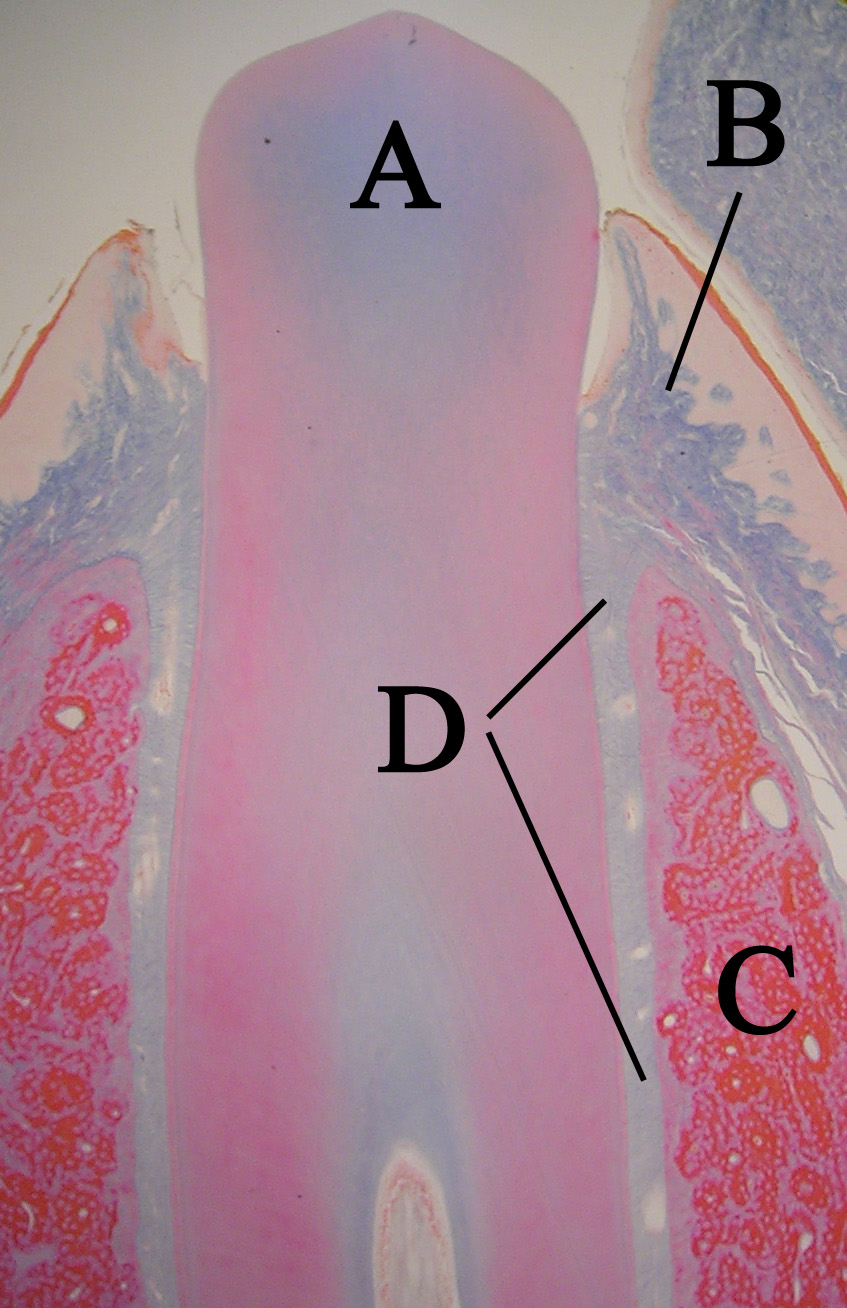
歯の口腔への萌出。
A: 歯
B: 歯肉
C: 骨
D: 歯周靱帯

有細胞セメント質を作るセメント芽細胞と無細胞セメント質を作るセメント芽細胞で由来が異なっていると考えられている。現在存在する主な仮説のうち一つは、無細胞セメント質を産生するセメント芽細胞が歯小嚢から発生している一方、有細胞セメント質を産生するセメント芽細胞は、骨隣接部から来ていると言われている。それにもかかわらず、有細胞セメント質は単根歯において通常見つからないことが知られている。小臼歯及び大臼歯において、根先端部と根間部でのみ見つかる。

## 歯周組織の形成
歯周組織はセメント質、歯根膜、歯肉及び歯槽骨からなる。セメント質は歯の一部であり同時に歯周組織でもある。歯槽骨は歯を支持するために歯の周りを囲み、"ソケット"と呼ばれる物を作る。歯根膜はセメント質と歯槽骨を繋ぐ。歯肉は口腔内から見える組織である。

### 歯根膜
歯小嚢からの細胞が歯根膜を形成する。乳歯、永久歯、そして多くの種類の動物で歯根膜の形成に関する条件は異なる。それにもかかわらず、歯根膜の形成は歯小嚢からの靱帯繊維芽細胞から始まる。これらの繊維芽細胞はコラーゲンを産生する。このコラーゲンが歯槽骨とセメント質表面の繊維と相互に作用する。この相互作用が歯が口に萌出するときに連結となる。反対の顎の歯とどのように互いに咬合するかは歯根膜の形成に影響を与える。この絶え間ない歯根膜の形成が、水平的や傾斜した歯根膜のように異なった方向の繊維群の形成を導く。

### 歯槽骨
歯根とセメント質の形成が始まるとともに、隣接した区域にて、骨の形成が始まる。骨を作る細胞は骨芽細胞と呼ばれる。歯槽骨の場合、骨芽細胞は歯小嚢から作られる。無細胞セメント質同様、膠原繊維は歯に最も近い面にて作られ、歯根膜につくまではそこに残る。
体のほかの部位の骨と同様、歯槽骨も生涯形態が変わる。特に歯に力がかかる場合、骨芽細胞が骨を形成し、破骨細胞が骨を破壊する。歯列矯正によって歯の移動が行われるとき、歯が近づく方向の骨では多くの破骨細胞が骨を吸収し、歯が遠ざかり、歯周靭帯から力を受ける方向の骨では多くの骨芽細胞が骨を形成する。

### 歯肉
歯肉と歯の結合はdentogingival junctionと呼ばれる。この結合は歯肉上皮、歯肉溝上皮、付着上皮という三種類の上皮を持つ。これら三種類の上皮は歯と上皮の間の epithelial cuffとして知られる多くの上皮細胞から作られる。
歯肉の発生は十分には解明されていない。しかし、ヘミデスモソームが歯肉上皮と歯の間に生じ、primary epithelial attachmentとなることは知られている。ヘミデスモソームは、残存しているエナメル芽細胞によって作られるフィラメント状の構造を通り、細胞間を連結する。一度連結すれば、付着上皮がエナメル器から作られる退縮エナメル上皮から生じ、急速に分裂を始める。このことが付着上皮層が生涯に大きさを増し、残存しているエナメル芽細胞へ栄養が向かわないようにする。エナメル芽細胞が無くなるとともに歯肉溝が形成される。

## 神経・血管の形成
通常、神経と血管は体の中で併走し、多くの場合、双方の形成は同時に似た方法で起こる。しかし歯の周囲はその例外に当たる。

### 神経の形成
神経繊維は帽状期に歯に近づき始め、歯小嚢へと向かう。一度そこで歯胚の周りで発達し、象牙質形成が開始したとき歯乳頭に入る。エナメル器には神経は入らない。

### 血管の形成
血管は、帽状期に歯小嚢で発達し、歯乳頭に入る。血管の集まりが歯乳頭入り口で作られる。crown stage初期に血管の数は最大となり、歯乳頭は歯髄となる。加齢に伴い、歯髄の量は減少する。このことは、血液供給も加齢により減少する事を意味する。エナメル器は血管を持たない。これは上皮由来のためと、石灰化したエナメル質や象牙質は血液からの栄養供給を必要としないためである。

## 歯の萌出
詳細は歯の萌出を参照。
歯が口腔内に出、外から見えるようになることを萌出という。歯牙の萌出が複雑なプロセスであると研究者達は考えているが、歯牙の萌出をコントロールするメカニズムについてはほとんど合意がとれていない 。証明されていない仮説としては、(1)歯根に押されることで歯が萌出する。(2)歯が周囲の骨に押されて萌出する。(3)歯が血管に押されて萌出する。(4) 歯がcushioned hammockに押されて萌出する 等がある。 cushioned hammock理論はハリー・ジッハーにより提案され、1930年代から1950年代に広く信じられていた。この理論は歯の下にある靱帯（彼はそれを組織スライド標本を顕微鏡で見ることで発見した。）が萌出の原因であると仮定した。その後、ジッハーが観察した靱帯は、単にスライド標本を作製する過程で作られた人工物であることがわかった。
現在最も広く信じられている仮説は、萌出にはいくつかの力が関わっているかもしれないが、歯根膜からの力が主な物であるという説である。研究者達は、コラーゲン繊維の縮小と架橋結合、繊維芽細胞の収縮により歯根膜が萌出させると仮定している。
歯はそれぞれの人が異なった時期に萌出するが、一般的な萌出スケジュールは存在する。典型的には人は20本の乳歯と32本の永久歯を持つ。歯の萌出には三つの段階がある。一つ目は乳歯のみが萌出している乳歯列期、ついで最初の永久歯が放出してからの混合歯列期、そして最後の乳歯が脱落した後の永久歯列期である。
最初、下顎の乳中切歯が生後8月程度で萌出し、第一大臼歯が約六歳で口に現れるまで続く。乳歯は、(1)乳中切歯(2)乳側切歯(3)第一乳臼歯(4)乳犬歯(5)第二乳臼歯の順番で萌出する。乳歯が生えている間に、永久歯は乳歯の下の舌側/口蓋側にて歯胚で成長している。
第一大臼歯が通常6年で萌出し、混合歯列期はスタートし、最後の乳歯が脱落する、通常11～12年まで続く。永久歯では上下顎で歯の萌出順序が異なる。上顎では第一大臼歯、中切歯、側切歯、第一小臼歯、第二小臼歯、犬歯、第二大臼歯、第三大臼歯の順番で萌出する。下顎では第一大臼歯、中切歯、側切歯、犬歯、第一小臼歯、第二小臼歯、第二大臼歯、第三大臼歯の順番である。小臼歯が先天欠損している場合、乳臼歯が小臼歯の役割を担う。永久歯が萌出するより早く乳歯が失われた場合、その遠心側の歯が近心側に移動することがあり、そのため、歯の萌出余地が無くなる事がある。このため、叢生や位置異常がもたらされる事が出てくる。これらが通常不正咬合と呼ばれるものであり、このような状況では歯列矯正が必要になる事もある。
最後の乳歯が通常11～12年で失われてから、死ぬまであるいは全ての歯が脱落するまで永久歯列期は続く。この期間中、う蝕や疼痛、埋伏のため、第三大臼歯（親知らず）を抜歯することがある。歯牙を失う最大の理由はう蝕と歯周疾患である。

## 栄養と歯の発生
人体の他の部位の成長や発生と同様、栄養は歯の発生に影響がある。健全な歯に必要な栄養素は、カルシウム、リン、ビタミンA、ビタミンC、ビタミンDである。カルシウムとリンは、ハイドロキシアパタイトの結晶を作るために必要であり、また、その血中濃度はビタミンDによって維持される。ビタミンAはケラチンの生成のため、ビタミンCはコラーゲン生成のために必要である。フッ化物は歯のハイドロキシアパタイトの結晶に組み込まれ、脱灰や腐食への抵抗を強める。
これらの栄養素の欠乏は、歯の発生に大きな影響をもたらす。カルシウム、リン、ビタミンDの不足では、歯の石灰化が不十分となる事がある。ビタミンAの不足は、エナメル質形成不全症の原因となる。フッ素の欠乏は、歯が酸性環境下にあるときに脱灰が容易に進み、また、再石灰化が遅れる。このため、容易にう蝕となる。一方、歯の発生中のフッ素の過剰摂取は歯牙フッ素症を引き起こす。

## 異常
歯の発生に関係する異常は多い。
無歯症（Anodontia ）は歯が完全に発生しない疾患であり、部分性無歯症（hypodontia）は特定の何本かの歯が発生しない物である。無歯症はまれであるが、原因は外胚葉の異形成による物であることが多い。部分性無歯症は最も有名な発育異常の一つであり、第三大臼歯の欠損を除いても人口の3.5%～8.0%が部分性無歯症である。第三大臼歯の欠損は非常に一般的であり、人口の20%～23%が欠損している。続いて、第二小臼歯や側切歯の欠損が多い。部分性無歯症はしばしば、歯堤の欠如に関係している。歯堤は感染症や化学療法の薬品の様な環境の変化に弱い。また、ダウン症や、クルーゾン症候群のような多くの症候群も関係している。
過剰歯はコーカソイドの1～3%にて発生し、アジア系民族では更に多い。過剰歯の86%が一本の過剰歯であり、上顎切歯付近で見られることが多い。これは歯堤の過剰による物であると考えられている。
歯根彎曲は歯の異常な屈曲で、ほぼ全ては歯胚の発生時の移動の際の外傷が原因である。歯が出来ると共に、歯に力がかかり、元々の位置から異常な角度で形成された部分を残し移動させる。歯胚に隣接した嚢胞や腫瘍は、歯根彎曲を引き起こす事が知られている。
局所的歯牙異形成症はまれであるが、上顎前歯部に多い。原因は不明であるが、仮定としては神経堤細胞の障害や感染症、放射線治療、血液の供給の不足（最も広く信じられていた仮説）等がある。局所的歯牙異形成症となった歯は決して口腔内に萌出せず、小さな黄褐色で不規則な形の歯冠を持つ。レントゲン写真におけるこれらの歯はまだらな透過像を示し、結果として「ghost teeth」というニックネームを持つ。

## 動物の歯の発生
ゲノムを持った生命体で最も単純な歯を持っているのはおそらく鉤虫属（ズビニ鉤虫、アメリカ鉤虫）である。
歯は、脊椎動物において形態、数、スケジュール、歯の形式などの違いがあるが、大筋においてはほぼ同じ発生方法をとる。
いくつかの例外の中で、サメは生涯新しい歯を作り続ける。サメの歯は歯根を持たず、ものを食べるときに容易に歯を失う。動物学者は一匹のサメは一年間で2400本の歯を失うと考えている。サメの歯は、舌の近くで発生し、完全に発育するまで顎の上で外へ列を作って移動し、使用し、最終的に失う。
鳥類は今日歯をもたないが、始祖鳥は歯をもっていた。
ヘビは通常歯をもつが、例外もある。（タマゴヘビ属）
一般的に、人間以外の哺乳類の歯の発生も人間の歯の発生と類似している。エナメル質の形成は、ほとんど人間と同じである。エナメル芽細胞、エナメル器、歯乳頭の機能は同様である。人間や大多数の動物でエナメル芽細胞は死に、その後エナメル質を作ることは出来ないが、ネズミ目は多くの物を咬むことによってすり減るエナメル質を継続的に形成する。もし齧歯類がかじることを止めさせられたなら、彼らの口を最終的に傷つけてしまう。付け加えるなら、ネズミ目の切歯は、歯冠及び歯根の類似器官から成る。唇側はエナメル質で覆われており、歯冠に似ている。舌側は象牙質に覆われており、歯根に似ている。両方ともネズミ目の切歯の中で発達し、齧歯類の生活のため成長し続けている。エナメル中の無機質の構成もサル目、イヌ、ブタ及び人間の物とは異なる。
ウマの歯では、エナメル質と象牙質の層は絡み合っており、このことで歯の強さを高め、摩耗を減らしている。